# Cluzobra brunneicauda
Cluzobra brunneicauda är en tvåvingeart som beskrevs av Loïc Matile 1996. Cluzobra brunneicauda ingår i släktet Cluzobra och familjen svampmyggor. Inga underarter finns listade i Catalogue of Life.